# Chassey-Lagozza-Cortaillod-Kultur

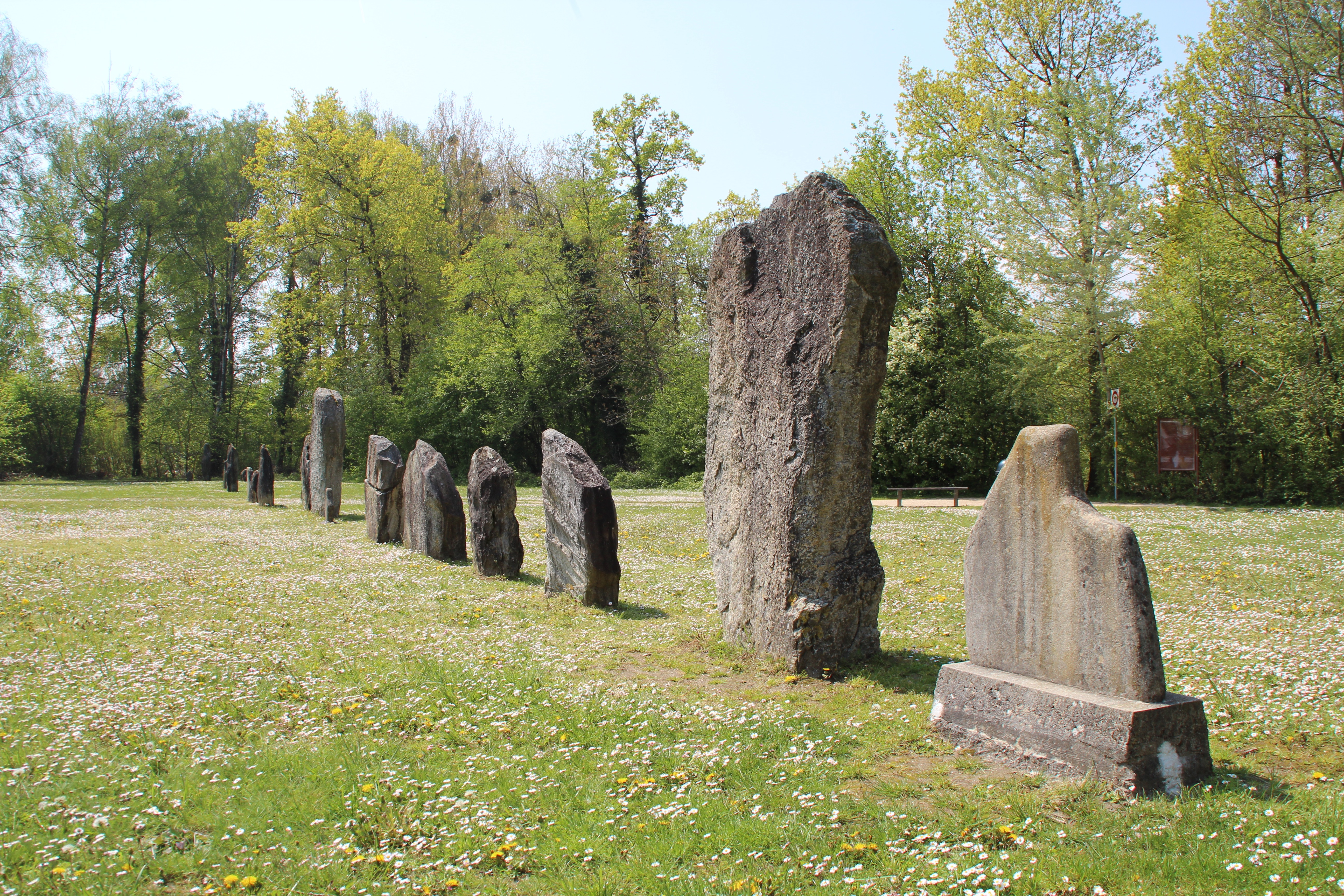
Steinreihe von Clendy der Cortaillod-Gruppe

Die Chassey-Lagozza-Cortaillod-Gruppe (4600–2400 v. Chr.) wurde wegen der Übereinstimmung ihrer Keramik als zusammenfassende Bezeichnung für die drei jungneolithischen Kulturen Chasséen, Cortaillod und Lagozza vorgeschlagen. Nicht zuletzt wegen der unterschiedlichen Zeiten bleibt dies jedoch problematisch.

## Chasséen-Kultur
Sie wird auf etwa 4500 bis 3500 v. Chr. datiert. Ihr namengebender Fundort ist eine Siedlung auf einem Geländesporn in Chassay-le-Camp im Département Saône-et-Loire. Sie folgt der Cardial- oder Impressokultur im westlichen Mittelmeerraum. Die als Protochasseen bezeichneten frühen Siedlungen des Chasséen liegen westlich der Rhone. Man nimmt an, dass sich die Kultur (wie die La-Hoguette-Gruppe) entlang der Rhone ausbreitete, die Grandes Causses agrarisierte und ins Pariser Becken und in den burgundischen Jura vordrang. Die Zahl der Siedlungsplätze nahm stetig zu. Mahlsteine, Reibsteine und geschliffene Feuersteinklingen weisen auf Ackerbau. Es wurden Äpfel, Bohnen, Emmer, Einkorn, Eicheln, Gerste, Haselnüsse und Pflaumen nachgewiesen. An einigen Stellen gibt es Belege für Viehhaltung.
Außer in Höhlen (Grotte de Lacalm, Le Pertuis de Méailles) unter Abris (Abri de La Poujade) und in Freilandsiedlungen kommen auch Funde innerhalb durch Wälle geschützter Höhensiedlungen mit Bauten aus Trockenmauerwerk vor. Die Keramik hat einfache Formen, zumeist bauchige, mit einer geknickten Schulterpartie versehene Becher, beutelförmige Näpfe, Hänge- und Vorratsgefäße mit abgerundetem Boden ohne Standflächen, meist ohne Verzierung, Töpfe, Schüsseln und Backteller. In der jüngeren Phase werden Verzierungen häufiger. Es sind mit spitzen Geräten eingravierte feine Muster, Gitter-, punkt- oder strichgefüllte Bänder, X-Reihen, Zickzackstreifen, vereinzelt auch Wellen und Bögen sowie weiße und rote Inkrustierungen. Hinzu kommen mehrfach durchbohrte Leisten mit Panflöten- oder Patronengürtel-Ösen.
In der Steinindustrie treten Geräte mit Klingencharakter massenhaft auf, querschneidige, blattförmige, rhombische und in der jüngsten Phase gestielte Flügelpfeilspitzen, Messer und Bohrer, spitznackige Beile mit ovalem Querschnitt, Scheibenbeile und Meißel.
Die Hocker-Einzel-Bestattung erfolgte auch in Höhlen. Die gefundenen Skelette sind meist unvollkommen. Trepanierte Schädel kommen relativ häufig vor.

## Lagozza

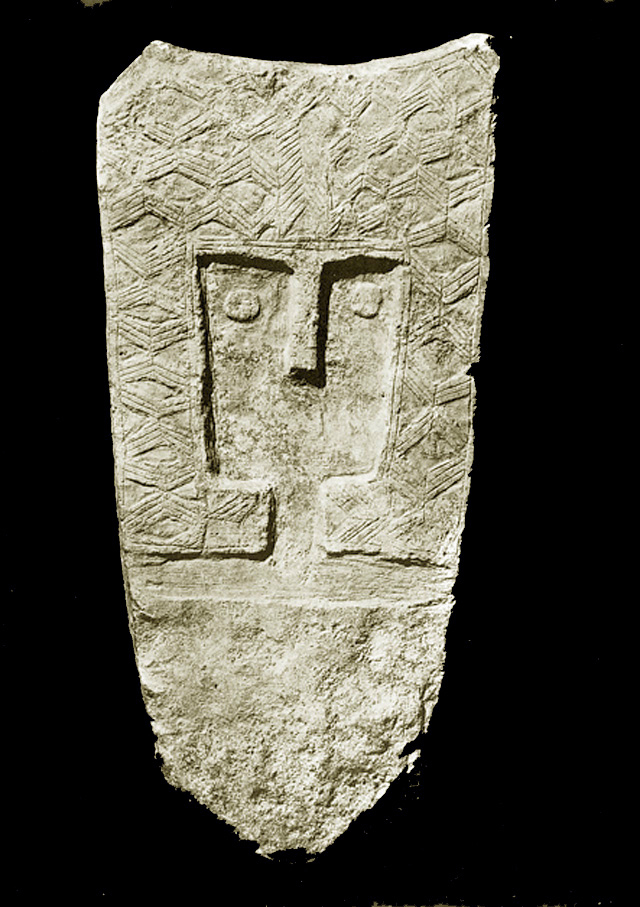
Stéle de Lauris-Puyvert (Vaucluse) der Lagozza-Gruppe

Sie wird auf etwa 3900 bis 3400 v. Chr. datiert. Der namengebende Fundort ist die Seeufersiedlung Lagozza nördlich von Mailand. Die Lagozza-Kultur war vom Languedoc und der Provence im Südost-Frankreich, über Ligurien bis in die Lombardei und die Emilia, mit Ausläufern bis Pisa und Ripoli, Molfetta und die Gegend von Bari verbreitet. Die Siedlungen (Terramaren) liegen auch an Ufern.
Die einfarbige Keramik besteht meist aus schwarz oder bisweilen auch aus rot poliertem feintonigem Material ohne Verzierung. Gelegentliche Verzierungen nach Chassey-Art verschwanden bald.
An Steingeräten gibt es neben spitznackigen Beilen, stellenweise Mikrolithen wie Trapezen und Dreiecksquerschneidern, sowie rhombische und dreieckige, zum Teil gestielten Pfeilspitzen. Aus Knochen wurden Kämme, Anhänger und vereinzelt auch Harpunen hergestellt. Webgewichte und Spinnwirtel sind aus Ton.

## Cortaillod

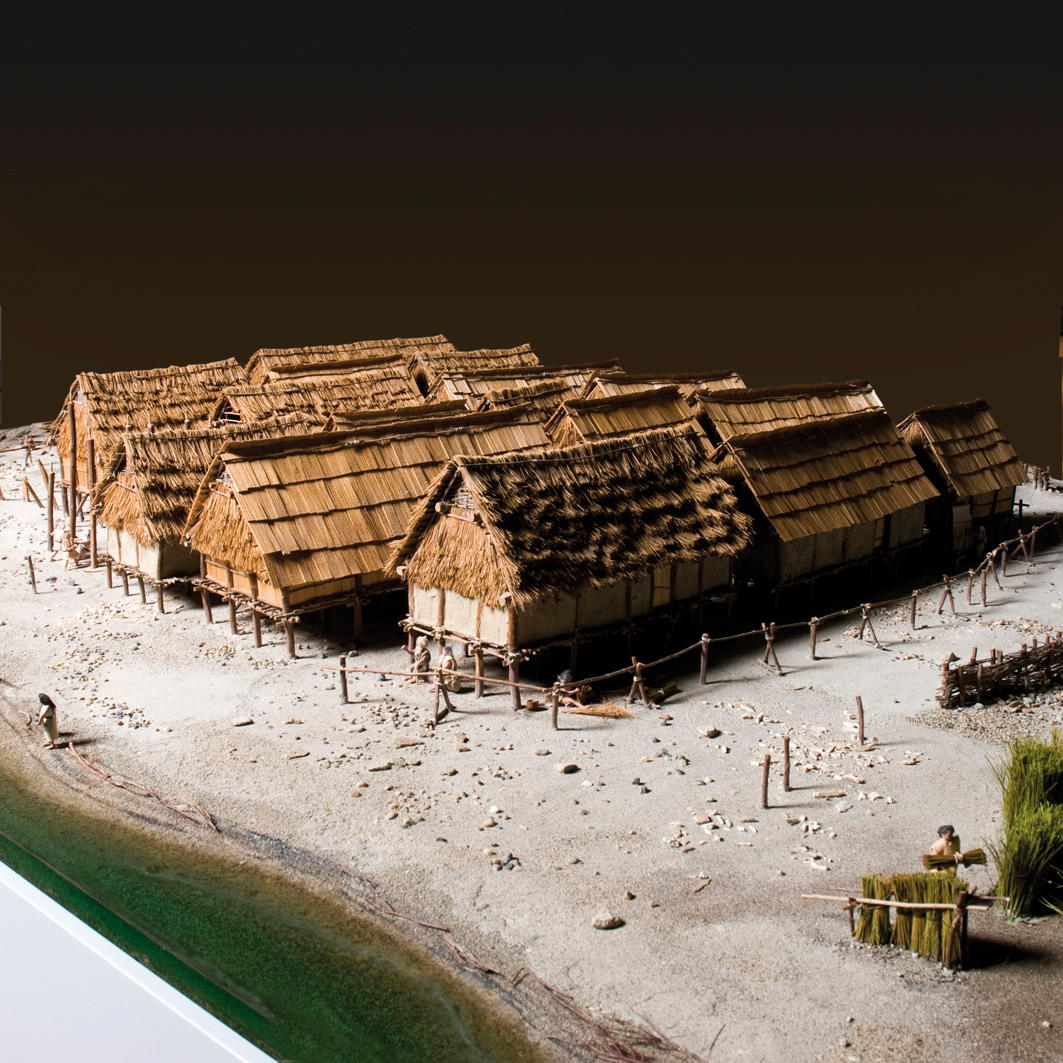
Le Petit Cortaillod - Siedlung der Cortaillod-Kultur

Sie war verbreitet von 4000 bis 3500 v. Chr. Namengebender Fundort ist die Seeufersiedlung Cortaillod am Westufer des Neuenburger Sees. Die hauptsächliche Verbreitung der Cortaillod-Kultur lag in einem etwa 40–50 km breiten Streifen vom Genfer- bis zum Zürichsee in der Westschweiz. Die Siedlungen liegen in der Regel an Seeufern (ähnlich der Lagozza Gruppe), seltener auf Höhen, aber auch Abris wurden benutzt. Die Häuser hatten einen maximalen Grundriss von 12 × 7 m. Sie bestanden aus Pfosten, die mit Flechtwerk verbunden waren. Die Ernährungsbasis bildeten neben dem Ackerbau mit Haustierhaltung (vorwiegend Rind) die Jagd und der Fischfang.
Jagdwaffen waren Pfeil und Bogen sowie bumerangähnliche Wurfhölzer. Die Pfeilspitzen waren dreieckig oder herzförmig mit konkaver Basis. Querschneidige Pfeilspitzen fehlen. Die Angelhaken bestanden aus Knochen, die Harpunen aus Hirschgeweih. Geweihe dienten auch als Rohmaterial für Beile, Hämmer und Hacken. Netzreste und Netzschwimmer belegen den Fischfang. Grabstöcke, Hechelkämme für Hanf und Flachs sowie Mahlsteine und Sicheln bezeugen den Ackerbau.
Zu den Steinwerkzeugen zählen neben Äxten und Beilen Dechsel und geschliffene Meißel. Aus Holz fertigte man Becher, Dreschflegel, Hacken, Löffel und Schalen. Kupfer wurde zu Beilen und Meißeln sowie zu Perlen und Schmuck verarbeitet. Aus Ton bestanden Amphoren, Näpfe und Schüsseln mit rundem Boden, die für diese Kultur typischen Knickwandschalen und die Backteller. Es gab mehrfach durchlochte Leisten und doppelt nebeneinander gesetzte und durchbohrte Knubben wie im Chasséen. Es fehlen aber Panflöten- oder Patronengürtel-Ösen. In der Kunst werden die ältesten Felszeichnungen der Schweiz mit der Cortaillod-Gruppe in Verbindung gebracht. Die Toten wurden auf Gräberfeldern (Megalithareal von Saint-Martin-de-Corléans, Dolmen von Petit-Chasseur) in Steinkisten oder Dolmen als Hocker bestattet.